# Pride～A Part of Me～ feat.SRM
〈Pride〜A Part of Me〜 feat.SRM〉，是日本歌手Stephanie的第六张单曲，收錄於專輯《Colors of my Voice》中。2009年1月14日SME Records发售。

## 解説
繼上张单曲〈Changin'〉半年后，2009年發行的第一张单曲。為Stephanie作为演员的处女作之电影《Pride 邁向榮耀之路》的主題曲。以片中音樂組合「SRM」的名义發表，同為SRM之一的满岛光亦参与了此曲的合唱。与〈Changin'〉相同，收录了Stephanie的独唱版本。
初回生産版，收录了电影主题曲PV映像的DVD。

## 收录曲
1. Pride〜A Part of Me〜 feat.SRM
  - 作詞：Stephanie 作曲：Joe Rinoie 編曲：Joe Rinoie & Kentaro Sato
  - 歌：Stephanie & 满岛光
  - 配給电影《Pride 邁向榮耀之路》主題歌。
2. Pride〜A Part of Me〜 Stephanie Only ver.
3. KISSES
  - 作詞：Stephanie 作曲：Joe Rinoie 編曲：Joe Rinoie & Yukinori Nakano
4. Changin' Double Piano Mix
  - 作詞：Stephanie & mavie 作曲/編曲：Joe Rinoie
  - 第五张单曲〈Changin'〉的2台钢琴进行伴奏的Remix版本。